# Villers-les-Pots
Villers-les-Pots é uma comuna francesa na região administrativa da Borgonha-Franco-Condado, no departamento de Côte-d'Or. Estende-se por uma área de 10,43 km². Em 2010 a comuna tinha 1 171 habitantes (densidade: 112,3 hab./km²).